# Kasivelaun
Kasivelaun (latinsko Cassivellaunus), britski poglavar, ki je  leta 54 pr. n. št. vodil obrambo združenih britanskih plemen proti Rimljanom v Cezarjevi drugi invaziji na Rimska Britanijo. Ko so poražena britska plemena Rimljanom odkrila njegov položaj, se je vdal. Bil je prvi Britanec z dokumentiranim imenom.
Kasivelaun je močno vplival na britansko zavest. V britanski legendi nastopa kot Kasibelan (Cassibelanus), v Monmouthovi Historii Regum Britanniae (Zgodovina britanskih kraljev) kot eden od legendarnih britanskih kraljev, v starih valižanskih rokopisih Mabinogion in Brut y Brenhinedd in v valižanskih Triadah kot Caswallawn, sin Beli Mawra. 
Njegovo britsko ime *Kađđiwellaunos  je sestavljeno iz prakeltskega *kađđi - strast, ljubezen, sovraštvo, lahko tudi dolgolas ali bronast, in *welnamon - vodja, suveren.

## Zgodovina
Kasivelaun je prvi v pisni zgodovini poznan Britanec. V Cezarjevih Komentarjih galskih vojn je omenjen kot poveljnik združene britske vojske, ki se je upirala Rimljanom v Cezarjevi drugi invaziji na Britanijo leta 53. pr. n. št.. Cezar ne omenja njegovega plemena, ampak samo njegovo ozemlje severno od Temze, ki je bilo med kasnejšo Klavdijevo invazijo naseljeno s Katuvelauni.  
Cezas pravi, da se je Kasivelaun pred njegovo invazijo stalno vojskoval z britskimi plemeni in strmoglavil kralja Trinovantov, najmočnejšega plemena v takratni Britaniji. Kraljev sin Mandubracij je pobegnil k Cezarju v Galijo. Med Cezarjevo invazijo je Kasivelaun poskušal s plenjenjem svojega ozemlja preprečiti Cezarjevi vojski oskrbo s hrano, vendar je Cezar kljub temu prodrl do Temze. Edino prehodno plitvino na Temzi so Briti utrdili z zašiljenimi koli s konicami tik pod vodno gladino. Ker je Rimljanom kljub temu uspelo priti preko reke, je Kasivelaun razpustil večino svoje vojske in prešel na gverilsko vojskovanje, pri čemer se je zanašal na poznavanje ozemlja in hitrost svojih bojnih vozov.
Britska plemena Kenimagni, Segontiaki, Ankaliti, Bibroki in Kasi so se vdala Cezarju in izdala položaj Kasivelaunove trdnjave, ki je stala verjetno v Wheathampsteadu. Ko je Kasivelaun izvedel, da ga namerava Cezar oblegati, je zaprosil kralje Kenta Cingetoriksa, Karvilija, Taksimagula in Segovaksa, naj zberejo svojo vojsko in napadejo rimski tabor na obali Temze. Rimljani so njihov napad odbili in ujeli poglavarja Lugotoriksa. Ko je Kasivelaun izvedel za njihov poraz in rimsko pustošenje njegovega ozemlja, se je vdal. 
Pri pogajanjih o vdaji je posredoval Cezarjev galski zaveznik Komij. Kasivelaun je moral Cezarju izročiti talce in mu plačevati davek. Mandubracij je ponovno zasedel trinovantski prestol in Kasivelaun proti njemu ni sprožil nobene povračilne vojne. Cezar se je vrnil v Galijo, kjer je slaba letina sprožila nemire. Rimske legije so se v Britanijo vrnile šele čez 97 let.
Grški avtor Polien v svoji Stratagemati  pravi, da je Cezar premagal Kasivelaunove ovire na Temzi z  oklepljenim slonom. Njegova nenavadna trditev izhaja verjetno iz zamenjave Cezarjeve invazije z invazijo leta 43 n. št., v kateri je Klavdij v Britanijo domnevno  pripeljal bojne slone.

## Vira
- R. Bromwich (2006), Trioedd Ynys Prydein: The Triads of the Island of Britain, University Of Wales Press, ISBN 0-7083-1386-8.
- J. Gantz (prevajalec) (1987), The Mabinogion, New York, Penguin, ISBN 0-14-044322-3.

| Vladarski nazivi            | Vladarski nazivi   | Vladarski nazivi     |
| --------------------------- | ------------------ | -------------------- |
| Neznano                     | Kralj Katuvelaunov | Naslednik: Taskiovan |
| Vladarski nazivi            |                    |                      |
| Predhodnik: Lud, sin Helija | Kralj Britov       | Naslednik: Taskiovan |